# إديث أرشيبالد
إديث جيسي أرتشيبالد (5 أبريل 1854 - 11 مايو 1936) كانت مدافعة عن حقوق المرأة التي قادت الاتحاد النسائي المسيحي للاعتدال (وكتو) والمجلس الوطني للمرأة في كندا والمجلس المحلي للمرأة هاليفاكس. نظراً لإعمالها في الحراك الاجتماعي تلقت لقب «سيدة النعمة» من قبل جورج الخامس ملك المملكة المتحدة.

## حياتها المبكرة
تزوجت إديث في العشرين من عمرها من ابن عمها تشارلز أيه. أرشيبالد، وقد كان مهندس تعدين امتلك منجماً للفحم في كاو باي (خليج البقر) في نوفا سكوشا، ولكنه باعه عام 1893 ونُصّب رئيس بنك نوفا سكوشا ومديره في هاليفاكس، ورُزق وإديث بأربعة أطفال: سوزان جورجينا (الملقبة بجورجي)، وتوماس، وتشارلز، وإدوارد، وكانوا قد سكنوا منزلاً فخماً مطلاً على البحر في بورت موريين قبل انتقالهم لهاليفاكس.

## الاتحاد النسائي المسيحي للاعتدال
انضمت أرشيبالد لنشاطات الاتحاد النسائي المسيحي للاعتدال في ثمانينيات القرن العشرين، وتولّت منذ عام 1892 حتى عام 1896 منصب مدير المقاطعات البحرية في قسم اجتماعات الدار، والذي شجّع الفعاليات الاجتماعية في منازل الأعضاء كطريقة لتنظيم نشاطات الاعتدال في شرب الكحول وتعليم النساء، فأدى حماس أرشيبالد إلى استطلاع جميع الاتحادات المحلية الـ 54 للاطلاع على تقييمهم للاجتماعات، ونشرت رسالة تعميمية في الجريدة الوطنية الرسمية للاتحاد النسائي المسيحي للاعتدال، فأدركت أرشيبالد أن المبادرات المحلية ضرورية لتحقيق الأهداف الوطنية للمنظمة، حتى إنها قادت الأعضاء في ثلاث مداهمات لحانات غير شرعية في كاو باي.

## نشاطات اجتماعية أخرى
كانت أرشيبالد قائدة في المجلس الوطني للنساء الكنديات، والمنظمة الفيكتورية للممرضات (VON)، وكانت رئيسة المجلس المحلي لنساء هاليفاكس منذ عام 1896 وحتى عام 1906، ورئيسة المنظمة الفيكتورية للممرضات في مدينة هاليفاكس بين عامي 1897 و1901،  ونشطت في إنشاء مستشفى للأطفال في المدينة ذاتها وأصبحت مديرته تباعاً.
عملت أرشيبالد أيضًا نائبة رئيس الصليب الأحمر في نوفا سكوشا في عام 1914، فتولّت مهام إدارة القسم المشرف على سجناء الحرب الكنديين ما وراء البحار، وأُوصي بها للانضمام لمنظمة فرسان الاستبارية في القدس تكريماً لجهودها في الحرب العالمية الأولى.
حاربت أرشيبالد طيلة عقود في سبيل حق المرأة في التصويت، وقادت عام 1917 وفداً من النساء لإقناع رئيس وزراء نوفا سكوشا جورج هنري موراي ألّا يمنع مشروع قانون حق الاقتراع، وقد مُنحت السلطة التشريعية هذا الحق أخيراً في عام 1918.
علاوة على ذلك، كانت أرشيبالد مؤسسة نادي الموسيقى للسيدات في هاليفاكس ورئيسته الأولى، ومديرة المدرسة الفيكتورية للفنون والتصميم.

## كتاباتها
خلال حياتها اللاحقة، أنجزت أريشبالد قصصاً قصيرة، ومسرحيات ومقالات، وألفت العديد من الكتب،  وكان أحد كتبها الحامل لعنوان قصص ما قبل النوم لأحفادي (1910) ذكرى منشورة بشكل خاص عقب موت ابنتها جورجي عام 1909، إذ كتبته أريشبالد حتى يتسنى لأبناء جورجي التعرف على ماهية طفولة والدتهم في كاو باي.
وفي عام 1924، نشرت أريشبالد سيرة ذاته عن أبيها بعنوان حياة السير إدوارد مورتايمر أريشبالد ورسائله، وكتبت التذكار: قصة عن جزيرة كيب بريتون، والتي بدأت كمسرحية في أواسط عشرينيات القرن العشرين، من ثم تحوّلت لرواية نُشرت عام 1930، وتجري أحداثها في الفترة التالية للحرب الأهلية الأمريكية، وتتناول مآثر أنغس ماكروي، وفي مراجعة للكتاب، أفادت لندن مورنينغ بوست بكونه عملاً لكاتبة يافعة واعدة، غير مدركة أن المؤلفة كانت في سبعينياتها في ذاك الزمن.
وتشمل بعض كتبها الأخرى: أغاني شاردة للأيام السعيدة منها والحزينة (عام 1894)، وغوفشاثي وهيريامان: قصة تبشيرية (غير مؤرخة).

## كتب أخرى
- Ruth Bordin, Woman and Temperance: The Quest for Power and Liberty, 1873-1900 (Philadelphia: Temple University Press, 1981)
- Ernest R. Forbes, “Battles in Another War: Edith Archibald and the Halifax Feminist Movement” in Challenging the Regional Stereotype: Essays on the 20th Century Maritimes (Fredericton: Acadiensis Press, 1989)
- Ernest R. Forbes. Prohibition and the Social Gospel in Nova Scotia. 1971.
- Janet Guildford. "Edith Jessie Archibald: Ardent Feminist and Conservative Reformer" Journal of the Royal Nova Scotia Historical Society, 2008.
- Joanne E. Veer, “Feminist Forebears: The Woman's Christian Temperance Union in Canada's Maritime Provinces, 1875-1900” (PhD thesis, University of New Brunswick, 1994), 5.